# Montcalm (regionalna gmina hrabstwa)
Montcalm – regionalna gmina hrabstwa (MRC) w regionie administracyjnym Lanaudière prowincji Quebec, w Kanadzie. Stolicą jest miejscowości Sainte-Julienne. Składa się z 11 gmin: 1 miasta, 6 gmin, 1 wsi i 3 parafii.
Montcalm ma 48 378 mieszkańców. Język francuski jest językiem ojczystym dla 97,2%, angielski dla 1,6% mieszkańców (2011).